# Goniodoris ovata
Goniodoris ovata Barnard, 1934 è un mollusco nudibranchio della famiglia Goniodorididae.
Il nome deriva dal latino ovatus che può significare sia ovale, ovoidale, che maculato.